# Дятлово (Оршанский район)
Дя́тлово (бел. Дзятлава) — деревня в Зубревичском сельсовете Оршанского района Витебской области Беларуси.

## География
Деревня находится на юго-западе Оршанского района в 19 километрах от Орши. Рядом железнодорожная станция Дятлово железной дороги Орша-Минск. Севернее деревни проходит крупное автомобильное шоссе Орша-Толочин, а несколько южнее — дорога Орша-Коханово. Немного севернее деревни протекает река Адров. По-соседству расположены деревни: Голошевка, Лисуны, Звенячи, Туминичи.

## История

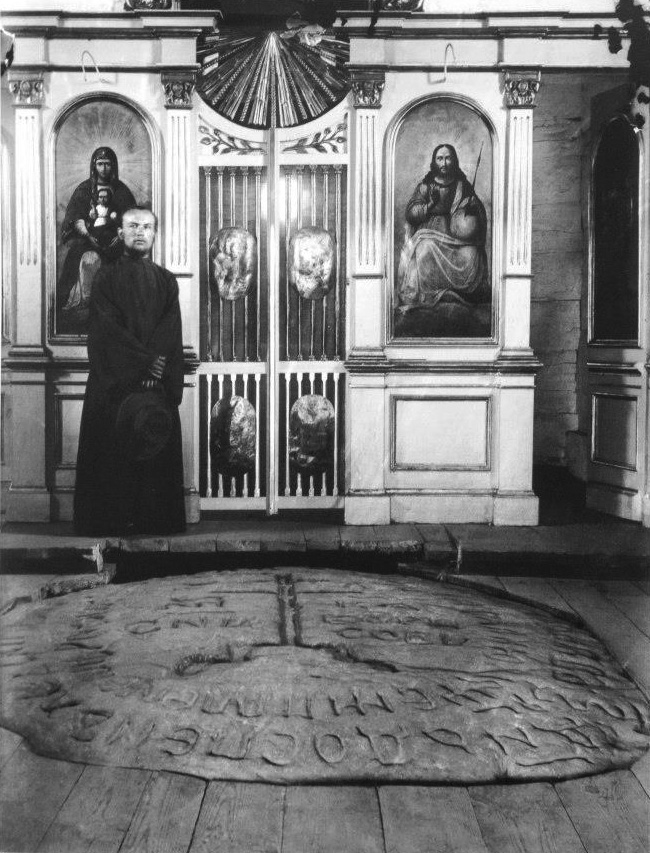
Рогволодов камень в церкви Бориса и Глеба, 1896 г.

Упоминается в 1643 году как деревня Дятлов в составе Шкловской волости в Оршанском повете Великого Княжества Литовского. В 1792 году недалеко от деревни был найден монументальный памятник древнерусской эпиграфики XII века — так называемый Рогволодов камень. На камне был высечен шестиконечный крест и надпись: «В лето 6679 месяца мая в 7 день доспен крест сей. Господи помози рабу своему Василию в крещении именем Рогволоду сыну Борисову». В 1805 году над камнем была построена церковь во имя св. мучеников Бориса и Глеба. В 1930-х, на волне воинствующего атеизма, церковь была разобрана и перенесена в саму деревню, а камень взорван.